# ティーンエイジ・ミュータント・ニンジャ・タートルズ (映画)
本項では、アメリカ合衆国の漫画作品『ティーンエイジ・ミュータント・ニンジャ・タートルズ』を原作とする映画について解説する。
実写映画化作品には、これまで1990年代の三部作と、2014年版、2016年版とがある。また、アニメーションでの劇場用長編映画化作品には2003年版アニメを基にした『ミュータント・タートルズ -TMNT-』と2023年公開のCGアニメ映画『ミュータント・タートルズ:ミュータント・パニック!』がある。

## 作品一覧
| 年   | 題名                                                                                                  | 監督                                  |
| ---- | --- | ------------------------------------- |
| 1990 | ミュータント・タートルズ Teenage Mutant Ninja Turtles                                                 | スティーブ・バロン                    |
| 1991 | ミュータント・ニンジャ・タートルズ2 Teenage Mutant Ninja Turtles II: The Secret of the Ooze           | マイケル・プレスマン                  |
| 1993 | ミュータント・ニンジャ・タートルズ3 Teenage Mutant Ninja Turtles III                                  | スチュアート・ジラード                |
| 2007 | ミュータント・タートルズ -TMNT- TMNT                                                                  | ケヴィン・マンロー                    |
| 2014 | ミュータント・タートルズ Teenage Mutant Ninja Turtles                                                 | ジョナサン・リーベスマン              |
| 2016 | ミュータント・ニンジャ・タートルズ：影＜シャドウズ＞ Teenage Mutant Ninja Turtles: Out of the Shadows | デイヴ・グリーン                      |
| 2022 | ライズ・オブ・ミュータント・タートルズ: THE MOVIE Rise of the Teenage Mutant Ninja Turtles: The Movie | アンディ・スリアーノ アント・ウォード |
| 2023 | ミュータント・タートルズ: ミュータント・パニック! Teenage Mutant Ninja Turtles: Mutant Mayhem         | ジェフ・ロウ                          |
| 2026 | Teenage Mutant Ninja Turtles: Mutant Mayhem Ⅱ                                                         | ジェフ・ロウ                          |
| TBA  | Teenage Mutant Ninja Turtles: The Last Ronin                                                          | TBA                                   |

## 映画三部作（1990年代）

### ミュータント・タートルズ (映画)
『ミュータント・タートルズ』は、1990年にアメリカ合衆国で公開された映画であり、映画三部作の第一作目である。また、ジム・ヘンソンがキャラクターデザインを手掛けた。オリジナルキャラクターとして、シュレッダーの副官であるタツ（Tatsu）が登場する。

#### あらすじ（1）
人気女性キャスターのエイプリルは、ニューヨークで暗躍するフット団を追跡しようとしたところを襲われてしまい、ラファエロ、レオナルド、ミケランジェロ、ドナテルロという4匹の大きな亀たちに助けられる。彼らはある方法によって人間のような姿と人語をはなす能力を得、同様に人間のような姿となったネズミのスプリンターの元で忍術の修業に励んでいた。
エイプリルが彼らと親しくなったのもつかの間、スプリンターがフット団に攫われる。青年・ケーシーの協力を得て亀たちは救出に向かう。

#### キャスト（1）
| 役名                 | 俳優                                                | 日本語吹替                                                                     | 日本語吹替 |
| 役名                 | 俳優                                                | VHS版                                                                          | フジテレビ版                                                                                                  |
| -------------------- | --------------------------------------------------- | ------------------------------------------------------------------------------ | --- |
| レオナルド           | ディブ・フォーマン ブライアン・トチ（声）           | 大塚芳忠                                                                       | 堀内賢雄 |
| ラファエロ           | ジョシュ・ペイス ジョシュ・ペイス（声）             | 島田敏                                                                         | 中尾隆聖 |
| ドナテロ             | リーフ・ティルデン コリー・フェルドマン（声）       | 塩屋翼                                                                         | 草尾毅 |
| ミケランジェロ       | ミシェラン・シスチ ロビー・リスト（声）             | 三ツ矢雄二                                                                     | 龍田直樹 |
| スプリンター         | ケビン・クラッシュ（声）                            | 小林清志                                                                       | 八奈見乗児 |
| シュレッダー         | ジェームズ・サイトウ デイビッド・マクハーレン（声） | 若本規夫                                                                       | 柴田秀勝 |
| エイプリル・オニール | ジュディス・ホーグ                                  | 土井美加                                                                       | 勝生真沙子 |
| ケイシー・ジョーンズ | イライアス・コティーズ                              | 石丸博也                                                                       | 荒川太朗 |
| タツ                 | 小幡利城 マイケル・マコノヒー（声）                 | 大友龍三郎                                                                     | |
| チャールズ           | ジェイ・パターソン                                  | 小島敏彦                                                                       | 藤城裕士 |
| ダニー               | マイケル・ターニー                                  | 高木渉                                                                         | 石田彰 |
| スターンズ署長       | レイモンド・セラー                                  | 仁内建之                                                                       | 郷里大輔 |
| 役不明又はその他     |                                                     | 佐藤しのぶ 寺瀬めぐみ 叶木翔子 出井広美 秋元羊介 田中正彦 成田剣 岡和男 渋谷茂 | 小関一 鈴木れい子 太田真一郎 星野充昭 森利也 真殿光昭 高戸靖広 川津泰彦 田原アルノ 津賀有子 坪井智浩 関口英司 |
|                      |                                                     |                                                                                | |
| 演出                 |                                                     | 松川陸                                                                         | 岡本知 |
| 翻訳                 |                                                     | 山田ゆき                                                                       | 徐賀世子 |
| 調整                 |                                                     |                                                                                | 飯塚秀保 |
| 制作                 |                                                     | 吉富孝明 （ニュージャパン・フィルム）                                          | グロービジョン                                                                                                |
| 初回放送             |                                                     |                                                                                | 1993年6月12日 『ゴールデン洋画劇場』                                                                          |

#### サウンドトラック（1）
本作のサウンドトラックは1990年3月16日にSBKレコードから発売された。
曲目
1. "This Is What We Do" - M.C.ハマー
2. "Spin That Wheel" - Hi Tek 3（英語版）
3. "Family" - リフ（英語版）
4. "9.95" - Spunkadelic
5. "Turtle Power" - Partners in Kryme
6. "Let The Walls Come Down" - ジョニー・ケンプ（英語版）
7. "Every Heart Needs A Home" - セントポール（英語版）
8. "Shredder's Suite/Foot Emperor" - ジョン・デュ・プレ
9. "Splinter's Tale I & Splinter's Tale II" - ジョン・デュ・プレ（feat. ケビン・クラッシュ）
10. "Turtle Rhapsody" - Orchestra on the Half Shell
11. "Subway Attack/Foot Clan - ジョン・デュ・プレ（UK版では未収録）
12. "“Shredder’s Big Entrance/Foot Clan Suite” - ジョン・デュ・プレ

#### 反響（1）
同作はアメリカで1億3500万ドル以上の興行収入をあげ、この年にアメリカで公開された映画の中で興行収入5位となるヒットとなった。この成功により続編が作られ、計3作のシリーズとなった。

### ミュータント・ニンジャ・タートルズ2
『ミュータント・ニンジャ・タートルズ2』（Teenage Mutant Ninja Turtles II: The Secret of the Ooze）は、1991年にアメリカ合衆国で公開された映画であり、映画三部作の第二作目である。前作に引き続き、キャラクターデザインはジム・ヘンソンが務めた。
オリジナルキャラクターとしてミュータントのトッカ & レイザー（Tokka and Rahzar）が登場しており、この二人組は1987年版アニメにもゲスト出演している。

また、前作に登場したシュレッダーの副官・タツも引き続き本作に登場している。

#### あらすじ（2）
タートルズとスプリンターはフット団を撲滅するも、下水道にあった住居を失い、エイプリルの家に居候していた。ある日、エイプリルはジョルダン・ペリー教授という人物にTGRI社の化学廃棄物処理について取材する。一方ゴミ捨て場で生き延びていたシュレッダーは、廃棄物がタートルズが突然変異する原因だと突き止める。シュレッダーはペリー教授を誘拐し、研究所から盗んできた廃棄物を用いてカミツキガメとオオカミをミュータントにする。それぞれトッカとレイザーと名付けられた二体は、ペリー教授を助けに来たタートルズにけしかけられる。だが、教授の細工によりこの二体の知能は3歳児程度しかなかった上、教授が用意した解毒剤によって元の姿に戻される。追い詰められたシュレッダーは、自ら廃棄物を浴び、スーパーシュレッダーなるミュータントに変貌するも、タートルズによって撃破される。

#### キャスト（2）
| 役名                   | 俳優                                                                                       | 日本語吹替                                                     | 日本語吹替                                                                                             |
| 役名                   | 俳優                                                                                       | ソフト版                                                       | 劇場公開版                                                                                             |
| ---------------------- | ------------------------------------------------------------------------------------------ | -------------------------------------------------------------- | --- |
| レオナルド             | マーク・カソ ラリー・ラム デヴィッド・ウォルド ブライアン・トチ（声）                      | 大塚芳忠                                                       | 山寺宏一                                                                                               |
| ラファエロ             | ケン・スコット ホスン・パク ローリー・ファソ（声）                                         | 二又一成                                                       | 玄田哲章                                                                                               |
| ドナテロ               | リーフ・ティルデン スティーヴン・ホー アダム・カール（声）                                 | 吉村よう                                                       | 亀山助清                                                                                               |
| ミケランジェロ         | ミシェラン・シスチ ニック・パルマ ロビー・リスト（声）                                     | 島田敏                                                         | 三ツ矢雄二                                                                                             |
| スプリンター           | ケビン・クラッシュ（声）                                                                   | 羽佐間道夫                                                     | 大平透                                                                                                 |
| シュレッダー           | フラノイス・チョウ ケビン・ナッシュ（スーパーシュレッダー） デイビッド・マクハーレン（声） | 渡部猛                                                         | 内海賢二                                                                                               |
| エイプリル・オニール   | ペイジ・ターコウ                                                                           | 高島雅羅                                                       | 高島雅羅                                                                                               |
| キーノ                 | アーニー・レイズJr.                                                                        | 松田辰也                                                       | 石田彰                                                                                                 |
| タツ                   | 小幡利城 マイケル・マコノヒー（声）                                                        | 麦人                                                           | 仲野裕                                                                                                 |
| ジョルダン・ペリー教授 | デビッド・ワーナー                                                                         | 緒方賢一                                                       | 中村正                                                                                                 |
| フレディ               | マーク・ドエル                                                                             | 沢木郁也                                                       | 辻谷耕史                                                                                               |
| トッカ                 | カート・ブライアント フランク・ウェルカー（声）                                            | 田原アルノ                                                     | 西川幾雄                                                                                               |
| レイザー               | マーク・ギンザー フランク・ウェルカー（声）                                                | 辻親八                                                         | 飯塚昭三                                                                                               |
| バーのオーナー         | ジョセフ・アモデイ                                                                         | 小室正幸                                                       | 飯塚昭三                                                                                               |
| スターンズ署長         | レイモンド・セラー                                                                         | 塚田正昭                                                       | 飯塚昭三                                                                                               |
| 役不明又はその他       |                                                                                            | 喜田あゆ美 秋元羊介 荒川太郎 高宮俊介 菊池毅 金野恵子 幹本雄之 | 鈴木れい子 佐原夏子 田原アルノ 長島雄一 石野竜三 千葉一伸 小室正幸 峰恵研 喜多川拓郎 二又一成 秋元羊介 |
|                        |                                                                                            |                                                                | |
| 演出                   |                                                                                            | 蕨南勝之                                                       | 水本完                                                                                                 |
| 翻訳                   |                                                                                            | 伊原奈津子                                                     | 山田ユキ                                                                                               |
| 調整                   |                                                                                            | 遠西勝三 新井保雄                                              | |
| 制作                   |                                                                                            | プロセンスタジオ                                               | ザック・プロモーション                                                                                 |
| 初回放送               |                                                                                            | 1993年1月1日 日本語吹替版VHS                                   | 1992年4月24日                                                                                          |

### ミュータント・ニンジャ・タートルズ3
『ミュータント・ニンジャ・タートルズ3』は、1993年にアメリカ合衆国で公開された映画であり、映画三部作の第三作目にあたる。日本では1994年に劇場公開されたほか、雑誌『コミックボンボン』1994年6月号〜11月号にてみかえる・はーと作画でコミカライズが連載され、単行本が刊行された。電撃コミックスからは『映画版コミックス ミュータント・ニンジャ・タートルズ 悪大名ノリナガをたおせ!』という題名で単行本が刊行され、作画は木ノ葉やすひちが担当した。どちらもコミックスオリジナルの展開や設定がある。
本作はテレビ東京版のキャストが担当しており、その為、一人称や性格などはアニメ寄りになっている。またケイシーは前作のラファエロを担当した二又一成が担当している。

#### あらすじ（3）
ある日、エイプリルは骨董店で不思議な笏を手に入れたことにより、1603年の日本にある大名・ノリナガの城に転送されていた。魔女とみなされて牢屋に入れられた彼女は、イギリス人の海賊ホウィットと出会う。そのころ、ノリナガの子・ケンシンは彼女と入れ替えに現代に転送される。
タートルズは1603年の日本に行ってエイプリルとホウィットを牢屋から出した後、紆余曲折を経て現代に戻り、ケンシンも1603年の日本に戻る。

#### キャスト（3）
- レオナルド（マーク・キャソ／声：ブライアン・トチ）（吹き替え：中村大樹）
- ラファエロ（マット・ヒル、ホスン・パク／声：ティム・ケルハー）（吹き替え：柴本浩行）
- ドナテロ（ジム・ラポサ／声：コリー・フェルドマン）（吹き替え：宇垣秀成）
- ミケランジェロ（デビッド・フレーザー／声：ロビー・リスト）（吹き替え：桜井敏治）
- スプリンター（声：ジェームズ・マーレイ）（吹き替え：梅津秀行）
- エイプリル・オニール（ペイジ・ターコウ）（吹き替え：篠原恵美）
- ケイシー・ジョーンズ / ホイット（イライアス・コティーズ）（吹き替え：二又一成）
- ミツ姫（ビビアン・ウー）（吹き替え：平松晶子）
- ケンシン（エイダン・ハンゼイ）（吹き替え：森川智之）
- ベンケイ 衛兵1（マック高野）（吹き替え：永野広一）
- 少年ヨシ（トラビス・A・ムーン）（吹き替え：伊藤隆大）
- ノリナガ（サブ・シモノ）（吹き替え：沢りつお）
- ウォーカー船長（スチュアート・ウィルソン）（吹き替え：安原義人）
- ナイルス（ジョン・アイルウォード）（吹き替え：安西正弘）
- ミツとヨシの祖父（タッド・ホリノ）（吹き替え：北村弘一）
- 若い僧侶（坂本浩一）
- 役名表示なし：中田和宏、他

- 日本語版制作スタッフ
  - 翻訳 石田泰子

こちらは劇場公開時の吹替版がそのままビデオ化された。

## リブート版

### ミュータント・タートルズ（2014年版）
リブート版で、これまでの映画化作品とは関連のない作品となっている。製作はマイケル・ベイ率いるプラチナム・デューンズが行い、北米での配給はパラマウント映画が担当した。2014年8月8日に北米で劇場公開され、日本では2015年2月7日に劇場公開された。
タートルズのデザインはリアル寄りであり、背丈も2メートル近くある。また、撮影にはモーションキャプチャーが用いられており、演技に当たってはモーションアクターが亀の甲羅を背負っている。

#### あらすじ（2014年版）
チャンネル6のレポーター、エイプリル・オニールはニューヨーク市の港で犯罪シンジケート「フット団」の構成員達が忍者らしき集団に襲われる場面を目撃したが、上司から証拠が無い事を理由に信じられなかった。同じころ、ニューヨーク市はエイプリルの亡き父の勤務先だった大企業サックス社との契約を更新していた。「フット軍団」のボス、鍛練をしていたシュレッダーは、部下達の失態を聞く。殺されると分かっていても鍛練に付き合うほど「フット」の主従関係は徹底していた。シュレッダーは部下たちに忍者の正体を探ることを命じる。再び忍者集団が地下鉄に現れたフット軍団を叩きのめし、SWATの到着と入れ替わりに去っていき、エイプリルは様子を写真に収める事ができた。忍者の正体は人語を喋る亀で、師匠は人語を喋る鼠だった。そして、彼らとエイプリルとは過去に接点があった。一方、フット軍団たちはある邪悪な企みを遂行していた。

#### キャスト（2014年版）
※括弧内は日本語吹き替え
- レオナルド - ピート・プロゼック／声：ジョニー・ノックスビル（伊藤健太郎[6]）
- ラファエロ - アラン・リッチソン（松田健一郎[6]）
- ドナテロ - ジェレミー・ハワード（高梨謙吾[6]）
- ミケランジェロ - ノエル・フィッシャー（畠中祐[6]）
- スプリンター - ダニー・ウッドバーン／声：トニー・シャルーブ（カンニング竹山[6]）
- エイプリル・オニール - ミーガン・フォックス（ベッキー[6]）
  - 幼い頃のエイプリル - マリナ・ウェイスマン（佐々木りお）
- ヴァーン・フェンウィック - ウィル・アーネット（咲野俊介）
- バーナデット・トンプソン - ウーピー・ゴールドバーグ（泉ピン子[6]）
- エリック・サックス - ウィリアム・フィクナー（木下浩之）
- シュレッダー - トオル・マサムネ（広瀬彰勇）
- カライ - ミナエ・ノジ（鷄冠井美智子）
- テイラー - アビー・エリオット（潘めぐみ）
- マクノートン - タラン・キラム（中谷一博）
- バクスター・ストックマン博士 - K・トッド・フリーマン
- オニール博士 - ポール・フィッツジェラルド（花輪英司）

その他吹き替え - 伊藤和晃、佐久田脩、長島真祐、杉村憲司、落合佑介、志賀麻登佳、遠藤大智、高橋研二、土門敬子、北田理道、小林未沙、竹内栄治、小林親弘、野一祐子、手塚ヒロミチ、中尾智、堀井千砂、影平隆一、関雄、高杉義充、長谷川芳明、倉田彩花
- 日本語吹き替え制作スタッフ
  - 翻訳 - 小寺陽子
  - 演出 - 早川陽一
  - 制作 - 東北新社

#### 反響・評価（2014年版）
興行収入
本作は週末全米興行収入ランキングにて2014年8月第2週の初登場から2週連続で1位となり、日本でも週末興行収入にて初登場1位（観客動員数では2位）となった。日本での興行収入は12億2000万円。
受賞・ノミネート
第35回ゴールデンラズベリー賞では、作品・監督・脚本・助演女優（ミーガン・フォックス）・前日譚/リメイク/盗作/続編賞の5部門にノミネートされ、助演女優賞の1部門で受賞した。
批評
Game Watchの安田俊亮は、タートルズのデザインが「きもい」としつつも、モーションキャプチャーなどのおかげもあって生き生きとしているため、映画の進行とともに彼ららしさが増していると評価しており、タートルズを知らない人でも受け入れられるだろうとしている。その一方で、安田は物語の粗をいくつか指摘しており、たとえばタートルズの師匠であるスプリンターが下水道で偶然拾った本から戦闘技術を習得したとされる点や、甲羅から手足がはみ出ているのにもかかわらずマシンガンの弾が甲羅にしか当たらない点を挙げている。安田は特に疑問に思った点として、シュレッダーがタートルズを相手に拳闘と投げナイフだけで挑む点を挙げている。

### ミュータント・ニンジャ・タートルズ：影＜シャドウズ＞
『ミュータント・ニンジャ・タートルズ：影＜シャドウズ＞』（ミュータント・ニンジャ・タートルズ シャドウズ、原題：Teenage Mutant Ninja Turtles: Out of the Shadows）は、2016年公開のアメリカの映画。
2014年の映画『ミュータント・タートルズ』の続編にあたる。なお日本での配給におけるニコロデオン・ムービーズ作品として、東宝東和が担当するのは『タンタンの冒険/ユニコーン号の秘密』以来であり、同社が本作の配給に関与するのは1990年に公開された『ミュータント・タートルズ』以来26年ぶりである。

#### あらすじ（影＜シャドウズ＞）
※括弧内は日本語吹き替え
- レオナルド - ピート・プロゼック（伊藤健太郎[13]）
- ラファエロ - アラン・リッチソン（松田健一郎[13]）
- ドナテロ - ジェレミー・ハワード（高梨謙吾[13]）
- ミケランジェロ - ノエル・フィッシャー（畠中祐[13]）
- スプリンター - ピーター・D・バダレメンティ／声：トニー・シャルーブ（樋浦勉）
- エイプリル・オニール - ミーガン・フォックス（東條加那子）
- ケイシー・ジョーンズ - スティーヴン・アメル（小野大輔）
- ヴァーン・フェンウィック - ウィル・アーネット（咲野俊介）
- ヴィンセント局長 - ローラ・リニー（田中敦子）
- シュレッダー - ブライアン・ティー（広瀬彰勇）
- カライ - ブリタニー・イシバシ（鶏冠井美智子）
- ロックステディ - ステファン・ファレリー[14]（宮川大輔[15]）
- ビーバップ - ゲイリー・アンソニー・ウィリアムズ（藤森慎吾[15]）
- バクスター・ストックマン - タイラー・ペリー（屋良有作）
- クランゲ - 声：ブラッド・ギャレット（玄田哲章）

その他吹き替え - 坂本くんぺい、安元洋貴、大津愛理、長谷川敦央、武内駿輔、内田雄馬、高杉義充、本多真梨子、竹内栄治、濱野大輝、堀井千砂
- 日本語吹き替え制作スタッフ
  - 翻訳 - 小寺陽子
  - 演出 - 早川陽一、小山悟
  - 制作 - 東北新社

#### 反響（影＜シャドウズ＞）
『ミュータント・ニンジャ・タートルズ：影＜シャドウズ＞』の北米における週末3日間（2016年6月3-5日）の興行収入は3530万ドル（約38億円）であり、週末3日間の北米映画興行収入ランキングで初登場1位を獲得した。
ロイターは前作が最初の週末で6560万ドルの興行収入をおさめたことと比較して、さえないスタートとなったとコメントしている。

### バットマン vs ミュータント・タートルズ
2019年に制作されたアニメ映画で、バットマンとのクロスオーバー作品でもある。

## アニメ版

### ライズ・オブ・ミュータント・タートルズ: THE MOVIE
2018年から2020年に放送していた同名タイトルの映画化作品。
本作のタートルズではタートルズ全員の亀の種類が違っていたり、ミスティックパワーと呼ばれるエネルギーを全身や武器に纏わせる事で超能力が使え(レオナルドは瞬間移動、ラファエロは巨大化、ドナテロは武装を展開、ミケランジェロはチェーンの延長)ラファエロがリーダーに変更されるなど従来のシリーズに比べ強いアレンジがなされている。
アニメシリーズのシーズン2と同時期に開発されたがシーズン2の短縮を受けてプロットの調整を行った。
2019年2月5日に発表され開発は2018年10月に行われたが実際に制作されたのは2020年3月になってからだった。
当初は2021年に配信予定だったが2022年に延期された。また中国国内では劇場公開もされた。
作画はオーストラリアのアニメ制作会社フライングバークプロダクションとフィリピンのアニメ制作会社トップドローアニメーションが担当している。

#### あらすじ
エイリアンのクランゲによって支配された2044年の地球で人類はクランゲとの戦いに敗北し、タートルズの生き残りであるレオナルドとミケランジェロは最後の手段として弟子のケイシー・ジョーンズを過去に送ることでクランゲの復活を阻止する事を思いつく。過去へと繋がるポータルを作りケイシーを過去に送ることに成功するも、その最中にレオナルドとミケランジェロは命を落とす。現代に飛ばされたケイシーはクランゲの復活を阻止するため現代のタートルズ達に協力を求める。

#### キャスト
※括弧内は日本語吹き替え
- レオナルド：ベン・シュワルツ（声：福山潤）
- ラファエロ：オマー・ベンソン・ミラー（声：三宅健太）
- ドナテロ：ジョシュ・ブレナー（声：興津和幸）
- ミケランジェロ：ブランドン・マイケル・スミス（声：豊永利行）
- スプリンター：エリック・バウザ（声：高木渉）
- エイプリル：カテリーナ・グレアム（声：國立幸）
- ケイシー・ジョーンズ：ハーレイ・ジョエル・オスメント（声：藤田大助）

その他吹き替え - 斎藤淳、近内仁子、五十嵐明、樋山雄作、山本高広、内田紳一郎、柳生拓也、豐田茂、酒元信行、川崎芽衣子、榎あづさ

### ミュータント・タートルズ：ミュータント・パニック！
日本では2023年9月22日(金)に劇場公開された。
本作の続編となるテレビシリーズ『テイルズ・オブ・ザ・ミュータント・タートルズ』は、2024年8月Paramount+で初公開された。
映画の続編は2026年に公開される予定。

#### あらすじ
15年前、シンシア・ユートロムはイエバエをはじめとする自身の突然変異動物の家族を形成するための突然変異誘発剤を作成したバクスター・ストックマンを追い詰める。ストックマンはユートロムの攻撃部隊に妨害され、その結果起こった爆発で爆死し、突然変異誘発剤はニューヨーク市の下水道に落ちた。現在、カメ兄弟のミケランジェロ、レオナルド、ラファエロとドナテロは、ネズミ養父であるスプリンターによって育った。人間に追われたスプリンターは人間への憎しみに陥り、カメ兄弟に忍術を修行し、物資を盗むときだけ下水道から出るように指示した。現在ティーンエイジであるカメ兄弟は、普通の高校生として生きることを望んでいるが、スプリンターは非常に残念に思っている。

#### キャスト
※括弧内は日本語吹き替え
- レオナルド：ニコラス・カントゥ（声：宮世琉弥）
- ラファエロ：ブレイディ・ヌーン（声：土屋神葉）
- ドナテロ：ミカ・アビー（声：榊原優希）
- ミケランジェロ：シャモン・ブラウン・ジュニア（声：戸谷菊之介）
- スプリンター：ジャッキー・チェン（声：堀内賢雄）
- エイプリル：アヨ・エデビリ（声：齊藤京子）（日向坂46）
- スーパーフライ：アイス・キューブ（声：佐藤二朗）
- シンシア・ユートロム：マーヤ・ルドルフ（声：朴璐美）
- バクスター・ストックマン：ジャンカルロ・エスポジート（声：草尾毅）
- モンド・ゲッコー：ポール・ラッド（声：木内秀信）
- ビーバップ：セス・ローゲン（声：落合弘治）
- ロックステディ：ジョン・シナ（声：中村悠一）
- ウイングナット：ナターシャ・ディミトリウ（声：竹内順子）
- レザーヘッド：ローズ・バーン（声：沢城みゆき）
- ジンギス・フロッグ：ハンニバル・バレス（声：梶裕貴）
- レイ・フィレット：ポスト・マローン（声：長谷川カオナシ）[21][22]

その他吹き替え - 志田有彩、島田高虎、相馬康一、松川裕輝、星祐樹、佐々木祐介、裕樹、吉柳太士郎、山口竜之介、菊池康弘、木内太郎、阿部彬名、柚木尚子、近松孝丞、ふじたまみ、引坂理絵、栗坂南美、森永千才
- 日本語吹き替え制作スタッフ
  - 翻訳 - 桜井裕子
  - 演出 - 鍛治谷功
  - 調整 - 栗山若葉
  - 録音 - 菱沼里穂子
  - アフレコスタジオ - アオイスタジオ
  - 制作進行 - 渡辺果穂／青嶋潤一郎（ニュージャパンフィルム）
  - 日本語版制作 - ニュージャパンフィルム
  - プロデューサー - 井上敬志／山田滋天（東和ピクチャーズ）／三樹祐太（東宝東和）

#### 吹き替えに関して
スプリンター役は原語版でジャッキー・チェンが演じていることから、ジャッキーの吹き替えを専属（フィックス）で務めている石丸博也が吹き替えを担当する予定であったが、既に引退していたため堀内賢雄が吹き替えを務めた。堀内によると、同作は石丸の事務所に連絡した上で堀内にオファーが行ったとのことであり、「少しでも（石丸を）意識してもらえれば」というディレクションもあったという。

#### 評価
2023年9月25日（月）に発表された国内映画週末興行成績ランキングでは第11位にランクインした。